# Georges Carrère (musicien)
Pour les articles homonymes, voir Georges Carrère et Carrère.
Georges Carrère, violoniste et directeur du Conservatoire et de l’Orchestre Philharmonique de Bordeaux, est né le 19 mai 1897 à Bordeaux et mort le 31 décembre 1987 dans cette même ville.

## Biographie
Né d’un père chef d’orchestre au Grand-Théâtre de Bordeaux et d’une mère cantatrice, Georges Carrère fait ses études musicales à Bordeaux où il obtient un 1er prix de violon en 1912 dans la classe de Joseph Gaspard. Il poursuit ensuite ses études à Paris en travaillant avec Lucien Capet, César Géloso et Édouard Nadaud, puis au Conservatoire où il étudie le violon dans la classe de Guillaume Rémy et l’harmonie dans celle d’Émile Pessard ; il y obtient un 2d prix de violon en 1923.
Il est dans l’infanterie puis l’aviation pendant la guerre de 14-18 au cours de laquelle il est blessé et décoré (croix de guerre). Il retourne ensuite au Conservatoire de Paris et travaille avec Carl Flesch et Georges Enesco d’où s’ensuit une carrière de concertiste.
À la mort de sa mère, il revient vivre à Bordeaux auprès de son père et de sa sœur et y épouse Paule Dencausse en 1925. Il fonde le Quatuor Carrère qui donne son concert inaugural en 1928. Il est, ultérieurement, membre du Quatuor de Bordeaux.
Vers 1934, il est nommé professeur de violon au Conservatoire Municipal et chargé de l’organisation des concerts de l’Orchestre philharmonique de Bordeaux. Il devient ensuite inspecteur des études au Conservatoire de Bordeaux puis son directeur adjoint auprès de Gaston Poulet auquel il succède le 1er juillet 1948 tout en dirigeant la classe d’orchestre et le cours d’excellence de violon. Il est le directeur musical de l'Orchestre philharmonique de Bordeaux de 1944 à 1963 et reste Directeur du Conservatoire jusqu’en 1968.
Il est membre du jury de concours du CNSM de Paris et du Concours international Marguerite Long-Jacques Thibaud.

## Famille
Georges Carrère est le père de Micheline Carrère (1930-2022), pianiste (ancien chef de chant à l'opéra de Bordeaux), et de Louis-Edouard Carrère (1928-2023), dit Carrère d'Encausse, marié à l'historienne Hélène Carrère d'Encausse.
Il est aussi le grand-père de 5 petits enfants : de l'écrivain et réalisateur Emmanuel Carrère, de l'avocate Nathalie Carrère, du médecin et journaliste Marina Carrère d'Encausse, de Olivier Manceau et de Marie-Dominique Manceau.